# 東急百貨店本店
東急百貨店本店（とうきゅうひゃっかてんほんてん）は、かつて東京都渋谷区道玄坂二丁目24番1号に所在した百貨店で、東急百貨店の本店であった。
略称は東急本店。再開発事業『Shibuya Upper West Project』のため、2023年1月31日をもって閉店した。

## 概要
1964年に、渋谷区立大向小学校の土地を東急百貨店が購入する。大向小学校は現在の渋谷区立神南小学校の土地へ移転する。渋谷駅から文化村通りを徒歩5分ほど進んだ場所にあり、電鉄系百貨店の本店でありながらターミナル駅直結ではない。高級住宅街の松濤にもほど近い。かつて存在した駅直結の東横店（再開発のため2020年に閉店）とともに旗艦店として位置づけられていた。
1967年に同地で、渋谷駅直結のターミナルデパートである東急百貨店東横店（1934年に東横百貨店として開業）に替わる本店として、東急百貨店本店（東急本店）が 開店した。建物は屋上を含み地上9階・地下3階建てで、売場面積は35,367m2である。 
2008年度の、東横店、法人外商事業部、通信販売事業部を含み公表されている売上高は1,243億円で、店舗別の百貨店売上高としては全国第8位となっている。東急本店は東京都内の百貨店のなかで、来店者全体に占める徒歩の来店者の割合が最も高い。当初は東急本店の駐車場となっていた隣接地に、複合文化施設 の『Bunkamura』が1989年に開業し、同施設と連絡通路（地上1・2・8階、地下1・2・3階）で結ばれている東急本店は複合商業施設の機能も持つこととなった。
2021年5月に親会社の東急と東急百貨店は、建物の老朽化に伴い2023年春に本店を閉店して建物を解体し、フランス・LVMHグループの不動産会社と共同で再開発を行うと発表した。同時に隣接するBunkamuraも閉鎖して改修工事を行う。3社による共同再開発事業は『Shibuya Upper West Project（渋谷アッパー・ウエスト・プロジェクト）』と称して地上36階、地下4階の賃貸マンション・ホテル・商業施設からなる複合ビルを建設し、2027年の竣工を予定。ホテル部分には香港のスワイヤー・ホテルが展開するザ・ハウス・コレクティブの新ハウスが開業することが発表されている。
なお、低層階の商業施設の形態は未定であるが、東急百貨店本店がそのまま戻るわけではないという。

## 沿革
- 1967年（昭和42年）11月1日 - 東横店に替わる本店として開店。
- 1984年（昭和59年）9月 - 全館リニューアルオープン。
- 1989年（平成元年）
  - 「正統派であり、分かり易く、楽しい店」というテーマのもと、全館リニューアルオープン。
  - 9月3日 - 隣接して、複合文化施設「Bunkamura」がオープン（株式会社東急文化村）。
- 1990年（平成2年）8月 - 地下1階食料品売場増床オープン。
- 1996年（平成8年）2月 - 別館「クロワゼしぶや」開店。
- 2002年（平成14年）
  - 3月1日 - 全館リニューアルオープン。地下1階食品売場にデパ地下初出店として、高級食品スーパーマーケットの「紀ノ国屋渋谷店」が出店。
  - 3月10日 - 別館「クロワゼしぶや」を閉店。
- 2003年（平成15年）2月1日 - 8階レストランフロアを除く全フロアで、営業時間を2時間短縮。
- 2005年（平成17年）9月 - 「ゲストソリューションズ」サービスを開始。
- 2008年（平成20年）3月18日 - 地下1階食料品売り場の和洋酒売場をリニューアルオープン。
- 2009年（平成21年）
  - 4月1日 - 8階レストランフロアを除く全フロアで、営業時間を1時間延長。
  - 9月17日 - 女性に特化したパーソナルスポーツ限定の自主編成売場「ウエルネスステージ」を5階に新設。
- 2010年（平成22年）
  - 9月2日 - 7階をリニューアルオープン。
  - 9月2日 - 5階と6階をリニューアルオープン。
- 2023年（令和5年）1月31日 - 閉店。

## フロア案内
- 屋上 - ガーデニング（生花、植木、園芸洋品）、ペットサロン（仔犬、仔猫）、犬のトリミングコーナー（要予約）、ビアガーデン「GREEN GARDEN」（夏季のみ）、喫茶コーナー「ヴェルデステ」
- 8階 - レストラン、美術画廊、棟方志功ギャラリー、工芸品コーナー、学校制服、美容室、Bunkamura（6階 シネマフロア）への連絡通路
- 7階 - 書籍・文房具「丸善＆ジュンク堂書店」
- 6階 - 「アーバンホームショー」（家庭用品・寝装品・インテリア）、子供服、玩具、「カスタマーセンター」（商品券、TOP& ClubQカウンター、友の会「東急ファミリークラブ」）、ギフトサロン、旅行サロン
- 5階 - 婦人服飾雑貨、ゴルフ、「ウエルネスステージ」（女性に特化したスポーツ限定売り場）、呉服、宝石、時計、メガネ、お得意様サロン「サロン オン ファイブ」
- 4階 - 婦人服、婦人肌着
- 3階 - 特選婦人服
- 2階 - 紳士服・洋品雑貨、鞄・旅行用品、Bunkamura（3階 オーチャードフロア）への連絡通路
- 1階 - 「シグネチャーアヴェニュー」（婦人服・雑貨、化粧品、宝飾品・時計、婦人靴）、Bunkamura（1階 メインロビーフロア）への連絡通路
- 地下1階 - 食品、明治屋渋谷山手ストアー、フラワーショップ、食品サービスカウンター（「即配くん」受付）、Bunkamura（地下1階 ガーデンフロア）への連絡通路
- 地下2・3階 - 駐車場、Bunkamura（地下2階 パーキングフロア）への連絡通路

## 脚註
1. ↑  HONTEN Store（東急百貨店）
2. ↑  『東急百貨店本店 営業終了日のお知らせ』（PDF）（プレスリリース）東急百貨店、2021年9月30日。2021年9月30日閲覧。
3. ↑  渋谷の東急百貨店本店、５５年の歴史に幕
4. ↑  “渋谷の東急本店が23年春以降に解体へ 跡地でLVMH系列の投資会社と施設開発”. WWDJAPAN (2021年5月13日). 2021年5月23日閲覧。
5. ↑  増田悦佐　みんなが知ってるあの街の意外な素顔　『は東京進化論』（朝日新書）　平成21年6月発行
6. ↑  『東急株式会社、L Catterton Real Estate、株式会社東急百貨店 渋谷区道玄坂二丁目24番土地における開発計画を3社で推進していくことに合意 〜日本を代表するワールドクラスクオリティの施設を渋谷エリアに創出〜』（PDF）（プレスリリース）東急／L Catterton Real Estate／東急百貨店、2021年5月13日。オリジナルの2021年5月13日時点におけるアーカイブ。2021年5月18日閲覧。
7. ↑  “東急百貨店本店、営業終了へ　２３年春以降に再開発：時事ドットコム”. www.jiji.com. 2021年5月23日閲覧。
8. 1 2  “東急百貨店本店跡地に36階複合ビル　27年度完成”. 日本経済新聞電子版 (日本経済新聞社). (2022年7月21日) 2023年2月3日閲覧。
9. ↑  『渋谷の新たなランドマーク“Ｓｈｉｂｕｙａ Ｕｐｐｅｒ Ｗｅｓｔ Ｐｒｏｊｅｃｔ”が２０２７年度竣工に向け始動』（PDF）（プレスリリース）東急／L Catterton Real Estate／東急百貨店、2022年7月21日。2023年1月31日閲覧。
10. ↑  “「ザ・ハウス・コレクティブ」が日本初上陸。渋谷東急百貨店本店跡地に2027年開業予定”. Impress Watch. (2022年7月28日) 2023年1月31日閲覧。